# Ilano Silva Timas
Ilano Silva Timas (Rotterdam, 29 september 2002) is een Nederlands-Kaapverdisch voetballer die doorgaans speelt als middenvelder. In de zomer van 2024 verruilde hij VV Smitshoek voor MVV Maastricht.

## Clubcarrière
Silva Timas speelde in de jeugdopleidingen van Feyenoord en Sparta Rotterdam, maar ging in 2016 naar Excelsior Maassluis. Voorafgaand aan het seizoen 2022/23 sloot hij aan bij het eerste van Excelsior M., dat uitkwam in de Tweede divisie. Na een jaar ging hij naar VV Smitshoek in de Vierde divisie. Mede dankzij Silva Timas promoveerde Smitshoek naar de Derde divisie.

### MVV
Na een succesvolle proef bood MVV Maastricht Silva Timas een contract aan in de zomer van 2024. Hij debuteerde in het profvoetbal in de eerste speelronde van het seizoen 2024/25, tegen SC Cambuur (0-1). Hij kwam in de 62e minuut in de ploeg voor Rayan Buifrahi. Op 13 oktober maakte hij zijn eerste doelpunt tegen VVV-Venlo (2-0). Na 81 seconden maakte hij de 1-0. Op 17 december scoorde Silva Timas tegen Feyenoord in de KNVB Beker (1-2).

## Statistieken
| Seizoen | Club                | Competitie     | Competitie | Competitie | Beker | Beker | Overig | Overig | Totaal | Totaal |
| Seizoen | Club                | Competitie     | Wed.       | Dlp.       | Wed.  | Dlp.  | Wed.   | Dlp.   | Wed.   | Dlp.   |
| ------- | ------------------- | -------------- | ---------- | ---------- | ----- | ----- | ------ | ------ | ------ | ------ |
| 2021/22 | Excelsior Maassluis | Tweede divisie | 1          | 0          | 0     | 0     | 0      | 0      | 1      | 0      |
| 2022/23 | Excelsior Maassluis | Tweede divisie | 11         | 0          | 0     | 0     | 0      | 0      | 11     | 0      |
| 2023/24 | VV Smitshoek        | Vierde divisie | –          | –          | –     | –     | –      | –      | –      | –      |
| 2024/25 | MVV Maastricht      | Eerste divisie | 33         | 5          | 2     | 1     | 0      | 0      | 35     | 6      |
| Totaal  | Totaal              | Totaal         | 45         | 5          | 2     | 1     | 0      | 0      | 47     | 6      |

Bijgewerkt op 12 mei 2025.